# Euthalia monina
Euthalia monina es una especie de mariposa de la familia Nymphalidae (subfamilia Limenitidinae).

## Subespecies
- Euthalia monina monina
- Euthalia monina kesava
- Euthalia monina discipilota
- Euthalia monina remias
- Euthalia monina grahami
- Euthalia monina sastra
- Euthalia monina tudela
- Euthalia monina erana
- Euthalia monina cordata
- Euthalia monina ilka
- Euthalia monina natuna
- Euthalia monina indras
- Euthalia monina salia
- Euthalia monina tanagra
- Euthalia monina suluana
- Euthalia monina sramana
- Euthalia monina obsoleta
- Euthalia monina jiwabaruana
- Euthalia monina juni
- Euthalia monina lautensis
- Euthalia monina livida
- Euthalia monina okanoi
- Euthalia monina tsukadai

## Distribución
Esta especie de mariposa y sus subespecies se distribuyen en Malasia, Java, Tailandia, Singapur, Sumatra, Islas Mentawai, Borneo, Burma, Nias, Isla Sulu (Filipinas), Bali, Lombok y sur de China.